# Aardappelzetmeel

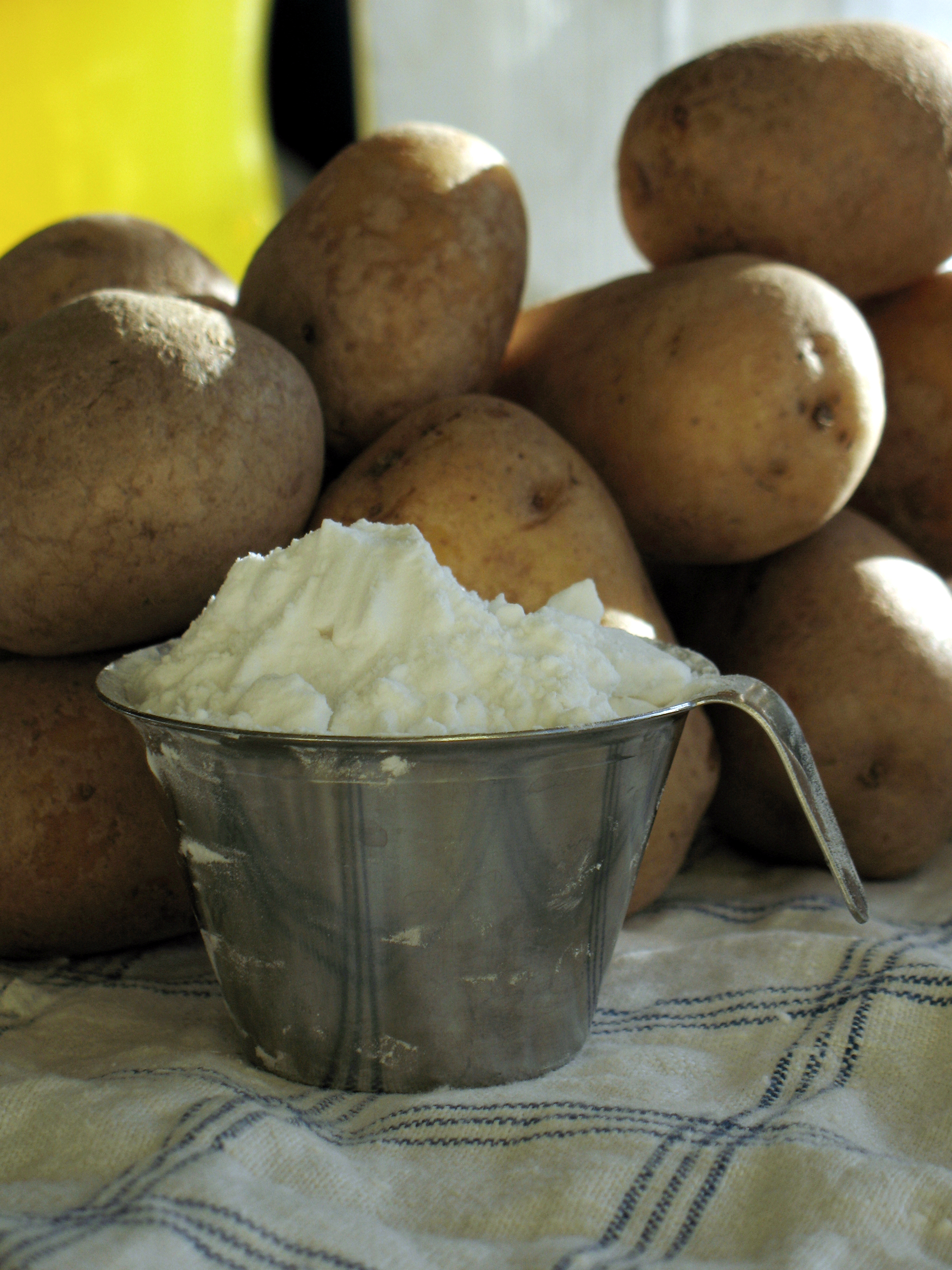
Aardappels met daaruit te winnen aardappelmeel

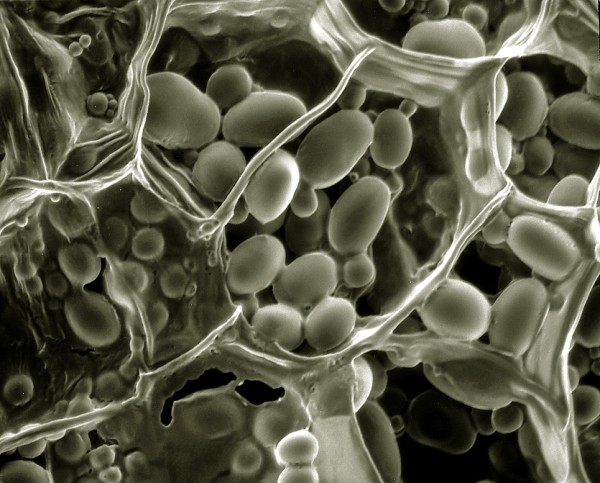
Zetmeelkorrel (amyloplast) in de aardappel

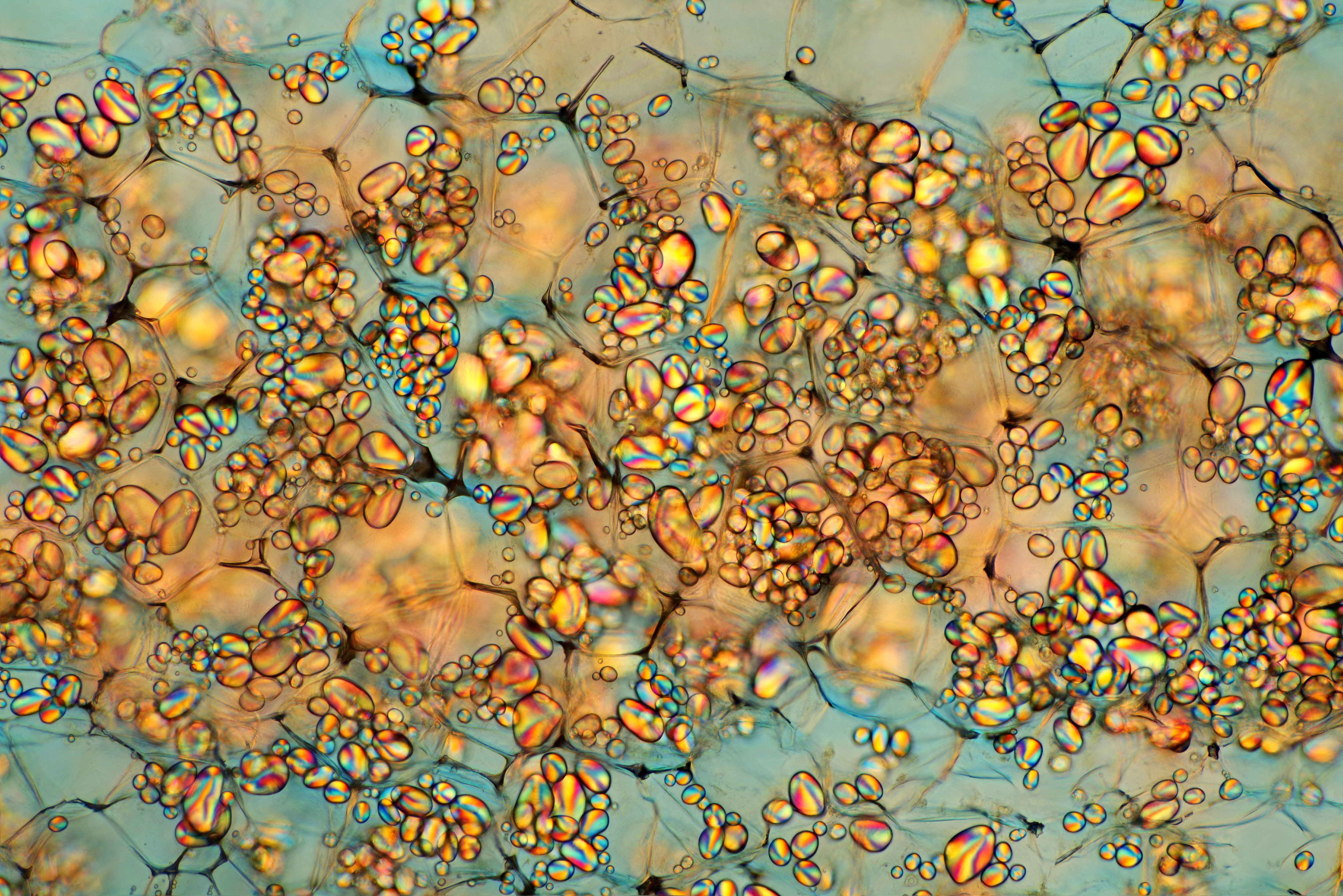
Zetmeelkorrel in de aardappelcellen belicht met gepolariseerd licht

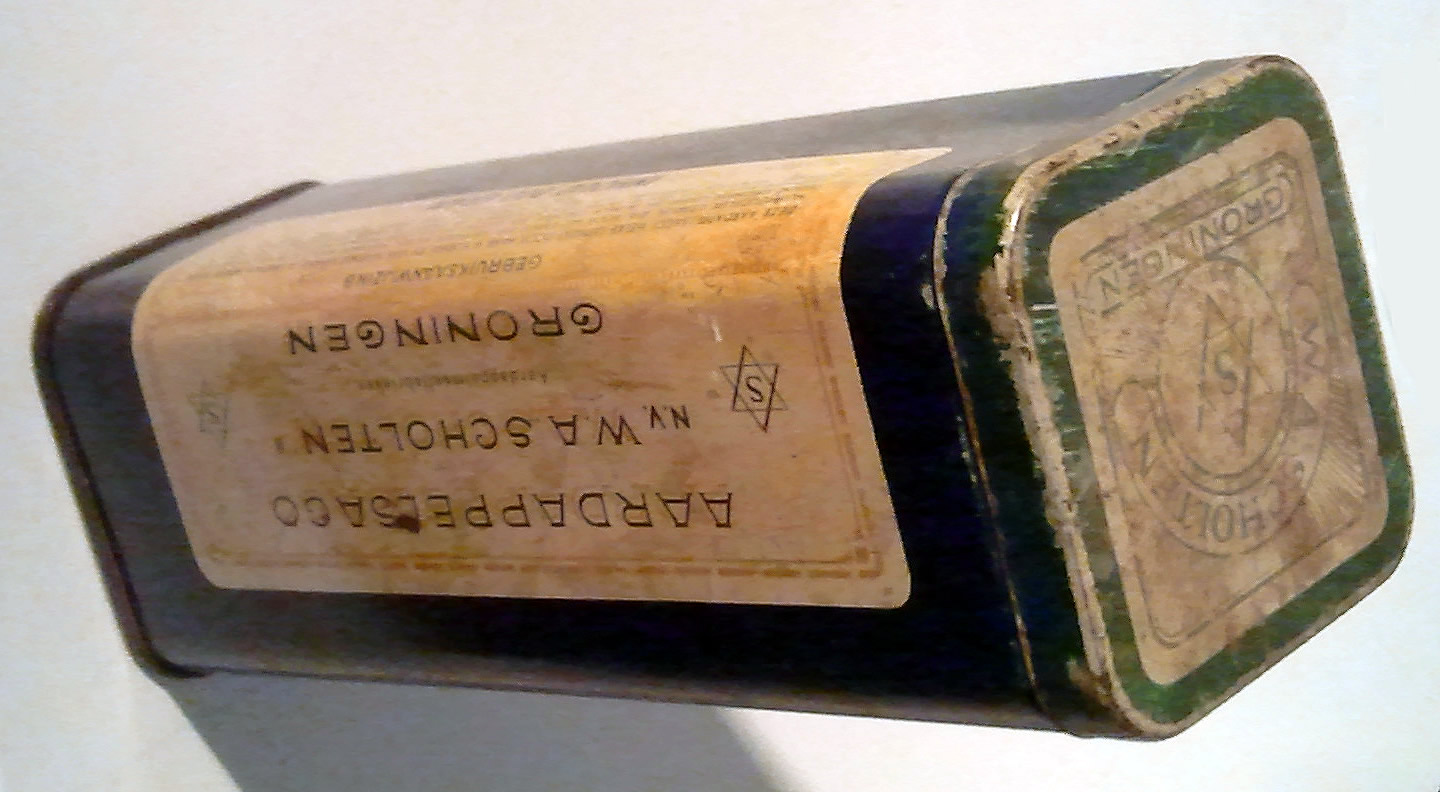
Een oud blikje waarin aardappelsago van de firma Scholten werd verkocht

Aardappelzetmeel, vroeger ook aardappelmeel, aardappelsago of ameldonk genoemd, is zetmeel gewonnen uit de knol van de aardappel. In de cellen van aardappels komen zetmeelkorrels (amyloplasten) voor. Om het zetmeel te winnen worden de aardappelen vermalen, geraspt, waarbij de zetmeelkorrels uit de kapotgemaakte cellen vrijkomen. Het zetmeel wordt vervolgens gescheiden en gedroogd tot poeder.

## Toepassingen
Aardappelzetmeel bevat ongeveer 800 ppm fosfaat gebonden aan het zetmeel. Het fosfaat verhoogt de viscositeit en geeft de oplossing een licht anionisch karakter, een lagere verstijfselingstemperatuur (ongeveer 60°C) en een hoge zwelkracht.
Aardappelzetmeel bestaat voornamelijk uit zetmeel en bevat in vergelijking met maiszetmeel en tarwezetmeel amper proteïne of vet. Dit geeft aan het poeder een helder witte kleur en aan een gekookte aardappelzetmeeloplossing unieke eigenschappen zoals een neutrale smaak, een goede helderheid, een lange textuur en hoge bindkracht met een minimale neiging tot schuimen en geel worden. Deze typische eigenschappen worden zowel in voeding en als technische toepassingen gebruikt. 
Aardappelzetmeel en derivaten hiervan worden gebruikt in de voedingsindustrie waaronder in de Aziatische keuken voor noedels, dim sum en om sauzen te binden, in winegums, borrelnootjes, chips, als bindmiddel in frankfurter worst, banketbakkersroom, beslag om mee paneren en te frituren, in soepen en knoedels en als textuuradditief om cake zacht en vochtig te maken. Het wordt in technische toepassingen gebruikt als behanglijm, als stijfsel voor het appreteren en weven van textiel, voor het sterken van papier, het verlijmen van papieren zakken, als plakrand in een herbevochtigbare enveloplijm, gegommeerd papieren plakband en kartonnen kokers.

## Rassen
Er zijn verschillende aardappelrassen. Sommige rassen zijn vastkokend, andere consumptieaardappelrassen zijn meer bloemig of kruimig, bevatten meer zetmeel en zijn beter geschikt om puree of frieten van te maken. Voor de productie van aardappelzetmeel teelt men aardappelrassen met een hoog zetmeelgehalte (hoog onderwatergewicht) en dus hoge zetmeelopbrengsten, de zogenoemde fabrieksaardappelen.

## Fabrieksaardappel
Fabrieksaardappel is de benaming die van oudsher gegeven wordt aan de aardappels die geteeld worden om in een aardappelzetmeelfabriek verwerkt te worden tot aardappelzetmeel. De aardappel bestaat voor ongeveer een vijfde uit zetmeel.
Aardappelzetmeel bestaat uit twee moleculen: amylopectine en amylose. In de jaren negentig van de vorige eeuw werd er een nieuw fabrieksaardappelras ontwikkeld die maar één soort zetmeelmolecuul bevat, de amylopectine aardappel.
amylopectinezetmeel heeft na het opkoken, ofwel verstijfselen, minder last van retrogradatie of opdikking tijdens het bewaren.
De teelt van fabrieksaardappelen vindt in Nederland voornamelijk plaats in de veenkoloniën. In deze streek is ook de voornaamste Europese producent gevestigd: de coöperatie Avebe. De aardappelzetmeelindustrie bracht tevens Nederlands tweede multinational voort, het Scholten-concern (de eerste multinational was de Verenigde Oost-Indische Compagnie, VOC (1602-1800). In 1915 telde de veenkoloniale aardappelmeelindustrie 35 aardappelmeelfabrieken waarvan een deel boerencoöperaties.
Naast Nederland vindt de productie van aardappelzetmeel in Europa vooral plaats in Duitsland, Frankrijk en Denemarken. Buiten Europa is het hoofdzakelijk de Volksrepubliek China. en Japan.

## Aardappelsago
Aardappelmeel voor huishoudelijk gebruik werd vroeger door de firma Scholten onder de naam aardappelsago in korrelvorm verkocht in blauwe blikjes van 200 gram. De gebruiksaanwijzing op de blauwe blikjes (jaren 60-70) luidde:

Gebruiksaanwijzing
Deze aardappelsago welke uitmunt door voedende en verteerbare kracht, is speciaal bereid voor huishoudelijk gebruik, o.a. voor het binden van groenten, sauzen, pudding, bouillon en vruchtensoepen voor kinderen levert zij in melk gekookt een gezond en bijzonder smakelijk voedsel op. Men roert de aardappelsago koud aan in water, melk of vleesnat, of schudt ze onder voortdurend roeren in de kokende vloeistof, zorgende dat men de korrels niet stuk wrijft. Voor soep neme men een lepel vol per persoon.

 Aardappelsagokorrels werden gemaakt door nat meel te verbrokkelen, te rollen en snel te drogen, zodat de korreltjes verstijfselden.